# Liste der Mitglieder des Abgeordnetenhauses von Berlin (12. Wahlperiode)
- PDS: 23
- SPD: 76
- Bü90: 11
- AL: 12
- FDP: 18
- CDU: 101

Diese Liste enthält alle Mitglieder des Abgeordnetenhauses von Berlin der 12. Legislaturperiode (1990–1995). Diese Volksvertretung war die erste, die auf dem Gebiet der gesamten, wiedervereinigten Stadt gewählt worden war. Die Wahl fand am 2. Dezember 1990 statt. Die konstituierende Sitzung des Parlaments war am 11. Januar 1991. In der zweiten Sitzung am 24. Januar 1991 wurde der Senat Diepgen III als neuer Senat von Berlin gewählt. Er blieb bis 1996 im Amt.

## Präsidium des Abgeordnetenhauses
- Präsidentin: Hanna-Renate Laurien (CDU)
- Stellvertreter der Präsidentin: Marianne Brinckmeier (SPD), Reinhard Führer (CDU) und Tino Schwierzina (SPD)
- Beisitzer: Ursula Birghan, Eberhard Engler, Peter Gierich, Renate Hübner, Peter Krause (CDU); Ursula Leyk, Reiner Süß Karin Riedrich (SPD); Eva Müller (PDS); Michaele Schreyer (Grüne); Axel Kammholz (FDP)

## Fraktionsvorstände
| Fraktion              | Vorsitzende                                              | Stellvertretende Vorsitzende                                                             | Parlamentarische Geschäftsführer |
| --------------------- | -------------------------------------------------------- | ---------------------------------------------------------------------------------------- | -------------------------------- |
| PDS                   | Gesine Lötzsch (1991–1993) Peter-Rudolf Zotl (1993–1995) |                                                                                          |                                  |
| FDP                   | Carola von Braun                                         | Peter Gadow Otto Hoffmann Peter Tiedt                                                    | Jürgen Biederbick                |
| CDU                   | Klaus-Rüdiger Landowsky                                  |                                                                                          |                                  |
| SPD                   | Ditmar Staffelt                                          | Klaus Böger Elga Kampfhenkel Christine Luft Joachim Niklas Gabriele Schöttler Peter Wolf | Helmut Fechner Horst-Achim Kern  |
| Bündnis 90/Die Grünen | Renate Künast Uwe Lehmann                                | Sibyll-Anka Klotz Wolfgang Wieland                                                       |                                  |

## Parlamentarische Gruppen
Die aus Mitgliedern des Neuen Forums bestehende parlamentarische Gruppe Neues Forum/Bürgerbewegung erreichte keine Fraktionsstärke.

## Mitglieder
| Name                      | Lebens- daten | Fraktion/Gruppe                                                              | Wahlkreis/Liste               | Erststimmen in Prozent | Anmerkungen |
| ------------------------- | ------------- | ---------------------------------------------------------------------------- | ----------------------------- | ---------------------- | --- |
| Jürgen Adler              | 1950          | CDU                                                                          | Wahlkreis Wilmersdorf 4       | 49,9                   | |
| Wolfram Adolphi           | 1951          | PDS                                                                          | Wahlkreis Mitte 3             | 40,0                   | vorher Mitglied der Ostberliner Stadtverordnetenversammlung 1990 am 22. August 1991 ausgeschieden, Nachrücker: Steffen Zillich                                                      |
| Andreas H. Apelt          | 1958          | CDU                                                                          | Bezirksliste Prenzlauer Berg  |                        | |
| Dierk-Eckhardt Ballke     | 1943          | CDU                                                                          | Bezirksliste Lichtenberg      |                        | |
| Eckhardt Barthel          | 1939          | SPD                                                                          | Bezirksliste Schöneberg       |                        | |
| Raimund Bayer             | 1950          | SPD                                                                          | Bezirksliste Tempelhof        |                        | am 9. März 1992 für Harry Ristock nachgerückt |
| Wolfgang Behrendt         | 1938          | SPD                                                                          | Bezirksliste Spandau          |                        | am 18. November 1994 ausgeschieden (→ Bundestag), Nachrückerin: Christina Dluzewski                                                                                                 |
| Halina Bendkowski         | 1949          | Bündnis 90/Die Grünen (AL) / UFV                                             | Landesliste                   |                        | am 10. September 1991 ausgeschieden, Nachrücker: Hartwig Berger |
| Hartwig Berger            | 1943          | Bündnis 90/Die Grünen (AL) / UFV                                             | Landesliste                   |                        | am 11. September 1991 für Halina Bendkowski nachgerückt |
| Christine Bergmann        | 1939          | SPD                                                                          | Wahlkreis Hellersdorf 1       | 38,8                   | vorher Mitglied der Ostberliner Stadtverordnetenversammlung 1990 Bürgermeister, Senatorin für Arbeit und Frauen                                                                     |
| Jürgen Biederbick         | 1947–2001     | FDP                                                                          | Bezirksliste Schöneberg       |                        | |
| Dieter Biewald            | 1932–2023     | CDU                                                                          | Wahlkreis Steglitz 7          | 56,1                   | |
| Ursula Birghan            | 1942          | CDU                                                                          | Wahlkreis Reinickendorf 2     | 53,9                   | |
| Christa-Maria Blankenburg | 1934          | CDU                                                                          | Wahlkreis Schöneberg 1        | 42,1                   | |
| Kurt Blankenhagel         | 1938–2023     | SPD                                                                          | Wahlkreis Prenzlauer Berg 1   | 33,1                   | |
| Manfred Bode              | 1938–2013     | CDU                                                                          | Wahlkreis Neukölln 10         | 60,6                   | |
| Klaus Böger               | 1945          | SPD                                                                          | Bezirksliste Steglitz         |                        | |
| Hermann Borghorst         | 1947          | SPD                                                                          | Bezirksliste Neukölln         |                        | am 4. Februar 1991 für Klaus Löhe nachgerückt |
| Michael Borgis            | 1945–2004     | CDU                                                                          | Bezirksliste Steglitz         |                        | |
| Wolfgang Branoner         | 1956          | CDU                                                                          | Wahlkreis Neukölln 4          | 42,0                   | am 28. Februar 1991 ausgeschieden (→ Staatssekretär), Nachrückerin: Sabine Toepfer                                                                                                  |
| Hans Braselmann           | 1934–1992     | SPD                                                                          | Wahlkreis Lichtenberg 6       | 31,8                   | am 6. April 1992 verstorben, Nachrücker: Thomas Krüger |
| Monika Brauer             | 1943          | CDU                                                                          | Bezirksliste Hohenschönhausen |                        | am 18. Juli 1994 für Elke Hofmann nachgerückt |
| Carola von Braun          | 1942          | FDP                                                                          | Bezirksliste Tempelhof        |                        | Fraktionsvorsitzende bis 17. Februar 1994, am 17. Februar 1994 ausgeschieden, Nachrücker: Frank Sommer                                                                              |
| Franz Braun               | 1935–2019     | CDU                                                                          | Wahlkreis Reinickendorf 1     | 53,9                   | |
| Marianne Brinckmeier      | 1940          | SPD                                                                          | Bezirksliste Neukölln         |                        | |
| Sabine Brünig             | 1956          | SPD                                                                          | Bezirksliste Wilmersdorf      |                        | am 9. Juni 1994 für Joachim Niklas nachgerückt |
| Ingrid Buchholz           | 1940          | CDU                                                                          | Wahlkreis Schöneberg 2        | 36,0                   | |
| Dankward Buwitt           | 1939          | CDU                                                                          | Wahlkreis Neukölln 9          | 58,6                   | am 12. März 1991 ausgeschieden (→ Bundestag), Nachrücker: Frank Eichelberger |
| Burkhard Cornelius        | 1932          | FDP                                                                          | Bezirksliste Lichtenberg      |                        | am 30. Mai 1991 für Hans-Peter Wolf nachgerückt |
| Michael Cramer            | 1949          | Bündnis 90/Die Grünen (AL) / UFV                                             | Landesliste                   |                        | |
| Michael Czollek           | 1959–1999     | PDS fraktionslos                                                             | Landesliste                   |                        | am 7. Februar 1992 für Jürgen-Walter Nowak nachgerückt, ab 1. Mai 1992 fraktionslos                                                                                                 |
| Anna Damrat               | 1945          | SPD                                                                          | Bezirksliste Wilmersdorf      |                        | |
| Helga Delau               | 1946–1998     | CDU                                                                          | Wahlkreis Wedding 5           | 51,7                   | |
| Judith Demba              | 1957          | Bündnis 90/Die Grünen (AL) / UFV                                             | Landesliste                   |                        | |
| Anette Detering           | 1966          | Bündnis 90/Die Grünen (AL) / UFV                                             | Landesliste                   |                        | vorher Mitglied der Ostberliner Stadtverordnetenversammlung 1990 |
| Eberhard Diepgen          | 1941          | CDU                                                                          | Wahlkreis Neukölln 8          | 59,5                   | Regierender Bürgermeister |
| Christina Dluzewski       | 1944          | SPD                                                                          | Bezirksliste Spandau          |                        | am 21. November 1994 für Wolfgang Behrendt nachgerückt |
| Karin Dörre               | 1954          | PDS fraktionslos                                                             | Landesliste                   |                        | vorher Mitglied der Ostberliner Stadtverordnetenversammlung 1990 ab 12. September 1995 fraktionslos                                                                                 |
| Daniel Dormann            | 1965          | CDU                                                                          | Bezirksliste Charlottenburg   |                        | |
| Peter Dornberger          | 1945          | PDS fraktionslos Neues Forum/Bürgerbewegung Bündnis 90/Die Grünen (AL) / UFV | Wahlkreis Hellersdorf 2       | 34,4                   | ab 27. Oktober 1992 fraktionslos, ab 1. März 1993 in der Gruppe Neues Forum/Bürgerbewegung, ab Januar 1995 in der Fraktion Bündnis 90/Die Grünen (AL) / UFV                         |
| Monika Drews              | 1942–2022     | SPD                                                                          | Wahlkreis Köpenick 4          | 35,3                   | |
| Marlis Dürkop             | 1943          | Bündnis 90/Die Grünen (AL) / UFV                                             | Landesliste                   |                        | am 31. Juli 1992 ausgeschieden (→ Humboldt-Universität), Nachrücker: Ismail Kosan                                                                                                   |
| Detlef Ebel               | 1953          | CDU                                                                          | Wahlkreis Spandau 8           | 49,6                   | |
| Albert Eckert             | 1960          | Bündnis 90/Die Grünen (AL) / UFV                                             | Landesliste                   |                        | am 1. Februar 1991 für Sabine Weißler nachgerückt |
| Otto Edel                 | 1943          | SPD                                                                          | Bezirksliste Schöneberg       |                        | |
| Frank Eichelberger        | 1966          | CDU                                                                          | Bezirksliste Neukölln         |                        | am 12. März 1991 für Dankward Buwitt nachgerückt |
| Ulrich Eichler            | 1952          | CDU                                                                          | Bezirksliste Pankow           |                        | |
| Brigitte Engler           | 1952          | Bündnis 90/Die Grünen (AL) / UFV                                             | Landesliste                   |                        | |
| Eberhard Engler           | 1941          | CDU                                                                          | Wahlkreis Marzahn 7           | 30,7                   | vorher Mitglied der Ostberliner Stadtverordnetenversammlung 1990 |
| Gerhard von Essen         | 1932–2002     | SPD                                                                          | Wahlkreis Friedrichshain 3    | 34,0                   | vorher Mitglied der Ostberliner Stadtverordnetenversammlung 1990 |
| Hein-Detlef Ewald         | 1944–2024     | CDU                                                                          | Wahlkreis Spandau 3           | 48,7                   | |
| Horst Faber               | 1941          | CDU                                                                          | Wahlkreis Wedding 3           | 44,9                   | |
| Helmut Fechner            | 1935–2017     | SPD                                                                          | Wahlkreis Treptow 2           | 36,3                   | vorher Mitglied der Ostberliner Stadtverordnetenversammlung 1990 |
| Ulf Fink                  | 1942          | CDU                                                                          | Wahlkreis Spandau 5           | 55,7                   | am 2. Juni 1992 ausgeschieden, Nachrückerin: Almut Mommert |
| Klaus Finkelnburg         | 1935          | CDU                                                                          | Wahlkreis Charlottenburg 3    | 53,4                   | am 26. März 1992 ausgeschieden (→ Verfassungsgerichtshof), Nachrücker: Julius Wallot                                                                                                |
| Hans-Jürgen Fischbeck     | 1938          | Bündnis 90/Die Grünen (AL) / UFV                                             | Landesliste                   |                        | vorher Mitglied der Ostberliner Stadtverordnetenversammlung 1990 am 14. Januar 1992 ausgeschieden, Nachrücker: Wolfgang Wustlich                                                    |
| Bert Flemming             | 1944          | SPD                                                                          | Wahlkreis Lichtenberg 4       | 35,8                   | vorher Mitglied der Ostberliner Stadtverordnetenversammlung 1990 |
| Klaus Franke              | 1923–2017     | CDU                                                                          | Wahlkreis Steglitz 5          | 53,7                   | Alterspräsident |
| Rudolf Franz              | 1934–1998     | CDU                                                                          | Wahlkreis Tempelhof 7         | 59,7                   | |
| Carola Freundl            | 1962          | PDS                                                                          | Wahlkreis Mitte 2             | 29,8                   | vorher Mitglied der Ostberliner Stadtverordnetenversammlung 1990 heute Familienname Bluhm                                                                                           |
| Christa Friedl            | 1935–2019     | SPD                                                                          | Bezirksliste Zehlendorf       |                        | |
| Reinhard Führer           | 1945          | CDU                                                                          | Wahlkreis Neukölln 7          | 60,0                   | |
| Peter Gadow               | 1937          | FDP                                                                          | Bezirksliste Prenzlauer Berg  |                        | |
| Hans-Joachim Gardain      | 1934          | SPD                                                                          | Bezirksliste Reinickendorf    |                        | |
| Roland Gewalt             | 1958          | CDU                                                                          | Bezirksliste Reinickendorf    |                        | |
| Peter Gierich             | 1936–2022     | CDU                                                                          | Wahlkreis Wedding 1           | 44,2                   | |
| Rainer Giesel             | 1942–2021     | CDU                                                                          | Bezirksliste Neukölln         |                        | |
| Wolfgang Girnus           | 1949          | PDS                                                                          | Wahlkreis Hohenschönhausen 4  | 37,3                   | vorher Mitglied der Ostberliner Stadtverordnetenversammlung 1990 |
| Dagmar Gloatz             | 1936          | CDU                                                                          | Bezirksliste Charlottenburg   |                        | am 30. März 1991 für Ingo Schmitt nachgerückt |
| Uwe Goetze                | 1961–2025     | CDU                                                                          | Wahlkreis Charlottenburg 5    | 40,6                   | |
| Christian Goiny           | 1965          | CDU                                                                          | Bezirksliste Steglitz         |                        | am 3. Juli 1995 für Cerstin Richter-Kotowski nachgerückt |
| Andreas Gram              | 1955          | CDU                                                                          | Bezirksliste Reinickendorf    |                        | |
| Gisela Greiner            | 1949          | CDU                                                                          | Bezirksliste Treptow          |                        | |
| Harald Grieger            | 1945–2012     | CDU                                                                          | Wahlkreis Schöneberg 3        | 41,0                   | |
| Gisela Grotzke            | 1948          | SPD                                                                          | Bezirksliste Spandau          |                        | |
| Joachim Günther           | 1951          | SPD                                                                          | Wahlkreis Kreuzberg 2         | 32,3                   | |
| Herwig Haase              | 1945          | CDU                                                                          | Wahlkreis Tempelhof 3         | 52,4                   | Senator für Verkehr und Betriebe |
| Axel Hahn                 | 1959          | FDP                                                                          | Bezirksliste Neukölln         |                        | |
| Winfried Hampel           | 1935–2010     | FDP                                                                          | Bezirksliste Köpenick         |                        | vorher Mitglied der Ostberliner Stadtverordnetenversammlung 1990 |
| Dieter Hapel              | 1951          | CDU                                                                          | Wahlkreis Tempelhof 1         | 54,4                   | |
| Volker Hassemer           | 1944          | CDU                                                                          | Wahlkreis Wilmersdorf 5       | 57,6                   | Senator für Stadtentwicklung und Umweltschutz |
| Manuel Heide              | 1955          | CDU                                                                          | Wahlkreis Reinickendorf 8     | 55,3                   | |
| Siegfried Helias          | 1943          | CDU                                                                          | Wahlkreis Charlottenburg 1    | 49,9                   | |
| Reimund Helms             | 1954–2005     | Bündnis 90/Die Grünen (AL) / UFV                                             | Landesliste                   |                        | |
| Knut Herbst               | 1950          | SPD                                                                          | Bezirksliste Pankow           |                        | vorher Mitglied der Ostberliner Stadtverordnetenversammlung 1990 am 18. September 1992 für Joachim Schmidt nachgerückt                                                              |
| Elke Herer                | 1943          | PDS                                                                          | Wahlkreis Lichtenberg 1       | 33,6                   | vorher Mitglied der Ostberliner Stadtverordnetenversammlung 1990 |
| Annelies Herrmann         | 1941          | CDU                                                                          | Wahlkreis Neukölln 2          | 51,6                   | |
| Helmut Hildebrandt        | 1931–2010     | SPD                                                                          | Bezirksliste Reinickendorf    |                        | |
| Ralf Hillenberg           | 1956          | SPD                                                                          | Wahlkreis Weißensee 2         | 35,3                   | vorher Mitglied der Ostberliner Stadtverordnetenversammlung 1990 |
| Torsten Hilse             | 1955          | SPD                                                                          | Wahlkreis Pankow 3            | 32,7                   | |
| Otto Hoffmann             | 1940          | FDP                                                                          | Bezirksliste Charlottenburg   |                        | |
| Elke Hofmann              | 1943          | CDU                                                                          | Bezirksliste Hohenschönhausen |                        | vorher Mitglied der Ostberliner Stadtverordnetenversammlung 1990 am 15. Juli 1994 ausgeschieden, Nachrückerin: Monika Brauer                                                        |
| Ingrid Holzhüter          | 1936–2009     | SPD                                                                          | Bezirksliste Tempelhof        |                        | am 14. November 1994 ausgeschieden (→ Bundestag), Nachrücker: Jürgen Wagner |
| Heiko Horn                | 1956          | PDS                                                                          | Wahlkreis Marzahn 2           | 32,6                   | vorher Mitglied der Ostberliner Stadtverordnetenversammlung 1990 am 5. Juli 1994 ausgeschieden, Nachrückerin: Heide-Lore Wagner                                                     |
| Beate Hübner              | 1955          | CDU                                                                          | Bezirksliste Marzahn          |                        | vorher Mitglied der Ostberliner Stadtverordnetenversammlung 1990 |
| Siegmund Jaroch           | 1926–2016     | CDU                                                                          | Bezirksliste Tempelhof        |                        | |
| Carlo Jordan              | 1951–2023     | Bündnis 90/Die Grünen (AL) / UFV                                             | Landesliste                   |                        | vorher Mitglied der Ostberliner Stadtverordnetenversammlung 1990 am 7. April 1994 für Uwe Lehmann nachgerückt                                                                       |
| Alexander Kaczmarek       | 1963          | CDU                                                                          | Bezirksliste Neukölln         |                        | am 9. Juni 1994 für Manfred Preuss nachgerückt |
| Hartmut Kalleja           | 1955          | CDU                                                                          | Wahlkreis Reinickendorf 4     | 55,8                   | |
| Axel Kammholz             | 1937–2017     | FDP                                                                          | Bezirksliste Steglitz         |                        | |
| Elga Kampfhenkel          | 1945–2021     | SPD                                                                          | Bezirksliste Kreuzberg        |                        | |
| Boto Kayser               | 1943          | CDU                                                                          | Bezirksliste Hellersdorf      |                        | vorher Mitglied der Ostberliner Stadtverordnetenversammlung 1990 |
| Horst Kellner             | 1930          | PDS                                                                          | Wahlkreis Hohenschönhausen 2  | 29,4                   | vorher Mitglied der Ostberliner Stadtverordnetenversammlung 1990 |
| Horst-Achim Kern          | 1943          | SPD                                                                          | Bezirksliste Charlottenburg   |                        | |
| Marion Kittelmann         | 1952          | CDU                                                                          | Wahlkreis Tiergarten 2        | 42,4                   | |
| Ekkehard Kittner          | 1942          | CDU                                                                          | Wahlkreis Neukölln 5          | 49,0                   | am 24. Januar 1991 ausgeschieden (→ Bezirksamt), Nachrücker: Günter Mardus |
| Dieter Klein              | 1936–2002     | PDS fraktionslos PDS                                                         | Landesliste                   |                        | vorher Mitglied der Ostberliner Stadtverordnetenversammlung 1990 ab 20. Januar 1993 fraktionslos, seit 16. März 1993 wieder in der PDS-Fraktion                                     |
| Reinhard Klein            | 1944          | FDP                                                                          | Bezirksliste Pankow           |                        | |
| Jürgen Klemann            | 1944          | CDU                                                                          | Bezirksliste Zehlendorf       |                        | am 1. Juni 1991 für Heinrich Lummer nachgerückt |
| Horst Kliche              | 1938–2000     | SPD                                                                          | Bezirksliste Spandau          |                        | |
| Wolfgang Kliem            | 1936–2003     | CDU                                                                          | Wahlkreis Kreuzberg 3         | 35,7                   | |
| Knut Klotz                | 1944          | SPD                                                                          | Wahlkreis Treptow 1           | 36,5                   | vorher Mitglied der Ostberliner Stadtverordnetenversammlung 1990 |
| Sibyll-Anka Klotz         | 1961          | Bündnis 90/Die Grünen (AL) / UFV                                             | Landesliste                   |                        | |
| Bernd Köppl               | 1948          | Bündnis 90/Die Grünen (AL) / UFV                                             | Landesliste                   |                        | |
| Cordula Kollotschek       | 1956          | CDU                                                                          | Wahlkreis Wilmersdorf 2       | 45,2                   | |
| Ismail Kosan              | 1948          | Bündnis 90/Die Grünen (AL) / UFV                                             | Landesliste                   |                        | am 1. August 1992 für Marlis Dürkop nachgerückt |
| Christine Kowallek        | 1937–2002     | CDU                                                                          | Bezirksliste Lichtenberg      |                        | |
| Arnold Krause             | 1943          | Bündnis 90/Die Grünen (AL) / UFV                                             | Landesliste                   |                        | |
| Peter Krause              | 1943–2019     | CDU                                                                          | Bezirksliste Friedrichshain   |                        | |
| Werner Krause             | 1932–2014     | SPD                                                                          | Wahlkreis Hellersdorf 3       | 36,2                   | vorher Mitglied der Ostberliner Stadtverordnetenversammlung 1990 |
| Jürgen Kriebel            | 1940          | SPD                                                                          | Bezirksliste Neukölln         |                        | |
| Thomas Krüger             | 1959          | SPD                                                                          | Bezirksliste Lichtenberg      |                        | Senator für Jugend und Familie bis 8. November 1994 am 29. April 1992 für Hans Braselmann nachgerückt, am 4. November 1992 ausgeschieden (→ Bundestag), Nachrückerin: Barbara Unger |
| Ulrich Krüger             | 1929–2018     | CDU                                                                          | Wahlkreis Kreuzberg 4         | 34,8                   | |
| Werner Krüger             | 1948          | CDU                                                                          | Wahlkreis Spandau 2           | 46,9                   | |
| Renate Künast             | 1955          | Bündnis 90/Die Grünen (AL) / UFV                                             | Landesliste                   |                        | Fraktionsvorsitzende |
| Rudolf Kujath             | 1942          | SPD                                                                          | Bezirksliste Charlottenburg   |                        | |
| Irena Kukutz              | 1950          | Neues Forum/Bürgerbewegung                                                   | Landesliste                   |                        | |
| Klaus-Rüdiger Landowsky   | 1942          | CDU                                                                          | Wahlkreis Zehlendorf 1        | 53,8                   | Fraktionsvorsitzender |
| Kurt Lange                | 1926–2005     | SPD                                                                          | Wahlkreis Prenzlauer Berg 3   | 33,9                   | |
| Rolf-Peter Lange          | 1944–2024     | FDP                                                                          | Bezirksliste Wilmersdorf      |                        | |
| Hanna-Renate Laurien      | 1928–2010     | CDU                                                                          | Wahlkreis Schöneberg 4        | 41,5                   | Präsidentin des Abgeordnetenhauses |
| Uwe Lehmann               | 1957          | Bündnis 90/Die Grünen (AL) / UFV                                             | Landesliste                   |                        | vorher Mitglied der Ostberliner Stadtverordnetenversammlung 1990 Fraktionsvorsitzender bis 31. März 1994, am 31. März 1994 ausgeschieden, Nachrücker: Carlo Jordan                  |
| Uwe Lehmann-Brauns        | 1938          | CDU                                                                          | Wahlkreis Zehlendorf 2        | 52,6                   | |
| Karl-Heinz Lesnau         | 1935–1996     | CDU                                                                          | Wahlkreis Schöneberg 5        | 43,6                   | |
| Ursula Leyk               | 1942          | SPD                                                                          | Bezirksliste Steglitz         |                        | |
| Volker Liepelt            | 1948          | CDU                                                                          | Wahlkreis Tiergarten 1        | 43,5                   | |
| Heike Ließfeld            | 1939–2020     | SPD                                                                          | Bezirksliste Spandau          |                        | |
| Klaus Löhe                | 1944–2015     | SPD                                                                          | Bezirksliste Neukölln         |                        | am 30. Januar 1991 ausgeschieden (→ Staatssekretär), Nachrücker: Hermann Borghorst                                                                                                  |
| Gesine Lötzsch            | 1961          | PDS                                                                          | Wahlkreis Lichtenberg 5       | 33,5                   | vorher Mitglied der Ostberliner Stadtverordnetenversammlung 1990 Fraktionsvorsitzende                                                                                               |
| Alexander Longolius       | 1935–2016     | SPD                                                                          | Wahlkreis Köpenick 3          | 40,7                   | |
| Hans-Georg Lorenz         | 1943          | SPD                                                                          | Bezirksliste Spandau          |                        | |
| Erwin Loßmann             | 1937          | FDP                                                                          | Bezirksliste Wedding          |                        | |
| Jürgen Lüdtke             | 1945          | SPD                                                                          | Bezirksliste Wedding          |                        | |
| Christine Luft            | 1949          | SPD                                                                          | Wahlkreis Marzahn 4           | 32,1                   | vorher Mitglied der Ostberliner Stadtverordnetenversammlung 1990 |
| Heinrich Lummer           | 1932–2019     | CDU                                                                          | Wahlkreis Zehlendorf 4        | 50,7                   | am 31. Mai 1991 ausgeschieden (→ Bundestag), Nachrücker: Jürgen Klemann |
| Peter Luther              | 1942          | CDU                                                                          | Bezirksliste Weißensee        |                        | Senator für Gesundheit |
| Ulrich Manske             | 1954–2013     | CDU                                                                          | Wahlkreis Steglitz 1          | 46,2                   | |
| Günter Mardus             | 1924–2020     | CDU                                                                          | Bezirksliste Neukölln         |                        | am 24. Januar 1991 für Ekkehard Kittner nachgerückt |
| Dieter Mehnert            | 1932          | SPD                                                                          | Wahlkreis Prenzlauer Berg 6   | 31,7                   | vorher Mitglied der Ostberliner Stadtverordnetenversammlung 1990 |
| Ullrich Meier             | 1955          | CDU                                                                          | Bezirksliste Friedrichshain   |                        | vorher Mitglied der Ostberliner Stadtverordnetenversammlung 1990 |
| Norbert Meisner           | 1942          | SPD                                                                          | Bezirksliste Zehlendorf       |                        | Senator für Wirtschaft und Technologie, am 1. Februar 1991 ausgeschieden, Nachrücker: Nikolaus Sander                                                                               |
| Petra Merkel              | 1947          | SPD                                                                          | Bezirksliste Charlottenburg   |                        | |
| Heike Meves               | 1956          | PDS                                                                          | Landesliste                   |                        | vorher Mitglied der Ostberliner Stadtverordnetenversammlung 1990 |
| Peter Meyer               | 1935–2015     | SPD                                                                          | Bezirksliste Wilmersdorf      |                        | |
| Claire Meyer-Feltges      | 1948          | CDU                                                                          | Bezirksliste Neukölln         |                        | |
| Martina Michels           | 1955          | PDS                                                                          | Wahlkreis Friedrichshain 1    | 35,4                   | vorher Mitglied der Ostberliner Stadtverordnetenversammlung 1990 |
| Wolfgang Mleczkowski      | 1943–2014     | FDP                                                                          | Bezirksliste Spandau          |                        | |
| Alfred-Mario Molter       | 1952          | CDU                                                                          | Bezirksliste Köpenick         |                        | vorher Mitglied der Ostberliner Stadtverordnetenversammlung 1990 |
| Almut Mommert             | 1944          | CDU                                                                          | Bezirksliste Spandau          |                        | am 4. Juni 1992 für Ulf Fink nachgerückt |
| Walter Momper             | 1945          | SPD                                                                          | Bezirksliste Neukölln         |                        | |
| Stephan Mory              | 1941–2020     | SPD                                                                          | Wahlkreis Treptow 4           | 35,1                   | vorher Mitglied der Ostberliner Stadtverordnetenversammlung 1990 |
| Eva Müller                | 1947          | PDS                                                                          | Wahlkreis Marzahn 3           | 31,0                   | vorher Mitglied der Ostberliner Stadtverordnetenversammlung 1990 |
| Hans Müller               | 1933          | CDU                                                                          | Bezirksliste Hohenschönhausen |                        | vorher Mitglied der Ostberliner Stadtverordnetenversammlung 1990 |
| Rudolf Müller             | 1938–2016     | CDU                                                                          | Wahlkreis Reinickendorf 6     | 55,8                   | |
| Wolfgang Nagel            | 1944          | SPD                                                                          | Bezirksliste Wedding          |                        | Senator für Bau- und Wohnungswesen |
| Manfred Neumann           | 1940          | SPD                                                                          | Wahlkreis Hohenschönhausen 1  | 32,6                   | |
| Ulrike Neumann            | 1945          | SPD                                                                          | Bezirksliste Steglitz         |                        | |
| Fritz Niedergesäß         | 1940          | CDU                                                                          | Bezirksliste Treptow          |                        | vorher Mitglied der Ostberliner Stadtverordnetenversammlung 1990 |
| Joachim Niklas            | 1941          | SPD                                                                          | Bezirksliste Wilmersdorf      |                        | am 3. Juni 1994 ausgeschieden (→ BVG), Nachrückerin: Sabine Brünig |
| Heide Nisblé              | 1940–2021     | SPD                                                                          | Bezirksliste Wedding          |                        | |
| Adrian Nix                | 1953          | CDU                                                                          | Bezirksliste Tempelhof        |                        | am 21. Januar 1991 für Klaus-Ulrich Reipert nachgerückt |
| Karlheinz Nolte           | 1949          | SPD                                                                          | Wahlkreis Treptow 3           | 32,8                   | |
| Jürgen-Walter Nowak       | 1942          | PDS                                                                          | Landesliste                   |                        | am 5. November 1991 für Dirk Schneider nachgerückt, am 9. Januar 1992 ausgeschieden, Nachrücker: Michael Czollek                                                                    |
| Hannelore Nuß             | 1952          | PDS                                                                          | Landesliste                   |                        | vorher Mitglied der Ostberliner Stadtverordnetenversammlung 1990 |
| Ernst Ollech              | 1936–2017     | SPD                                                                          | Wahlkreis Marzahn 6           | 29,7                   | |
| Joachim Palm              | 1935–2005     | CDU                                                                          | Wahlkreis Tempelhof 6         | 60,9                   | |
| Dieter Pavlik             | 1935–2000     | SPD                                                                          | Wahlkreis Pankow 1            | 35,0                   | vorher Mitglied der Ostberliner Stadtverordnetenversammlung 1990 |
| Bettina Pech              | 1954          | PDS                                                                          | Landesliste                   |                        | |
| Norbert Pewestorff        | 1952          | PDS                                                                          | Wahlkreis Marzahn 1           | 29,5                   | |
| Sebastian Pflugbeil       | 1947          | Neues Forum / Bürgerbewegung                                                 | Landesliste                   |                        | vorher Mitglied der Ostberliner Stadtverordnetenversammlung 1990 |
| Silvia Pickert            | 1953          | SPD                                                                          | Wahlkreis Prenzlauer Berg 2   | 31,8                   | |
| Elmar Pieroth             | 1934–2018     | CDU                                                                          | Wahlkreis Wilmersdorf 3       | 45,5                   | Senator für Finanzen |
| Bernd Pistor              | 1949          | CDU                                                                          | Wahlkreis Wedding 4           | 45,0                   | |
| Inge Pohl                 | 1940–2011     | CDU                                                                          | Bezirksliste Reinickendorf    |                        | am 9. November 1994 für Diethard Schütze nachgerückt |
| Dagmar Pohle              | 1953          | PDS                                                                          | Wahlkreis Marzahn 5           | 31,8                   | vorher Mitglied der Ostberliner Stadtverordnetenversammlung 1990 |
| Frank Poschepny           | 1962          | SPD                                                                          | Wahlkreis Lichtenberg 3       | 32,9                   | vorher Mitglied der Ostberliner Stadtverordnetenversammlung 1990 |
| Christel Powierski        | 1948          | SPD                                                                          | Bezirksliste Lichtenberg      |                        | am 20. Juli 1994 für Christof Tannert nachgerückt |
| Manfred Preuss            | 1951          | CDU                                                                          | Wahlkreis Neukölln 6          | 54,1                   | am 31. Mai 1994 ausgeschieden, Nachrücker: Alexander Kaczmarek |
| Christian Pulz            | 1944–2021     | Bündnis 90/Die Grünen (AL) / UFV                                             | Landesliste                   |                        | |
| Heiner Rathje             | 1943–2005     | CDU                                                                          | Wahlkreis Wedding 2           | 48,1                   | |
| Peter Rebsch              | 1938–2007     | CDU                                                                          | Bezirksliste Marzahn          |                        | |
| Horst Reimann             | 1929          | CDU                                                                          | Bezirksliste Köpenick         |                        | vorher Mitglied der Ostberliner Stadtverordnetenversammlung 1990 |
| Klaus-Ulrich Reipert      | 1940          | CDU                                                                          | Wahlkreis Tempelhof 2         | 56,0                   | am 17. Januar 1991 ausgeschieden (→ Bezirksamt), Nachrücker: Adrian Nix |
| Anke Reuther              | 1941          | SPD                                                                          | Wahlkreis Prenzlauer Berg 4   | 35,9                   | |
| Cerstin Richter-Kotowski  | 1962          | CDU                                                                          | Bezirksliste Steglitz         |                        | am 6. Juli 1992 für Johannes Rudolf nachgerückt, am 30. Juni 1995 ausgeschieden, Nachrücker: Christian Goiny                                                                        |
| Klaus Riebschläger        | 1940–2009     | SPD                                                                          | Bezirksliste Steglitz         |                        | |
| Barbara Riedmüller-Seel   | 1945          | SPD                                                                          | Bezirksliste Neukölln         |                        | |
| Karin Riedrich            | 1942          | SPD                                                                          | Wahlkreis Friedrichshain 4    | 31,5                   | vorher Mitglied der Ostberliner Stadtverordnetenversammlung 1990 |
| Harry Ristock             | 1928–1992     | SPD                                                                          | Bezirksliste Tempelhof        |                        | am 5. März 1992 verstorben, Nachrücker: Raimund Bayer |
| Holger Rogall             | 1954          | SPD                                                                          | Bezirksliste Charlottenburg   |                        | am 1. Februar 1991 für Ingrid Stahmer nachgerückt |
| Hubert Rösler             | 1937–2024     | CDU                                                                          | Wahlkreis Tempelhof 5         | 57,1                   | |
| Reinhard Roß              | 1950–2021     | SPD                                                                          | Bezirksliste Reinickendorf    |                        | |
| Gabriele Rost             | 1948          | CDU                                                                          | Wahlkreis Steglitz 4          | 48,8                   | |
| Johannes Rudolf           | 1951          | CDU                                                                          | Wahlkreis Steglitz 2          | 50,0                   | am 19. Juni 1992 ausgeschieden (→ Bezirksamt), Nachrückerin: Cerstin Richter-Kotowski                                                                                               |
| Irana Rusta               | 1954          | SPD                                                                          | Wahlkreis Prenzlauer Berg 5   | 30,3                   | vorher Mitglied der Ostberliner Stadtverordnetenversammlung 1990 |
| Nikolaus Sander           | 1943–2021     | SPD                                                                          | Bezirksliste Zehlendorf       |                        | am 1. Februar 1991 für Norbert Meisner nachgerückt |
| Barbara Saß-Viehweger     | 1943          | CDU                                                                          | Wahlkreis Steglitz 6          | 54,8                   | |
| Gerlinde Schermer         | 1956          | SPD                                                                          | Wahlkreis Friedrichshain 2    | 34,4                   | |
| Gerhard Schiela           | 1944          | FDP                                                                          | Bezirksliste Treptow          |                        | |
| Dietrich Schippel         | 1944          | CDU                                                                          | Bezirksliste Tempelhof        |                        | am 5. Februar 1991 für Steffie Schnoor nachgerückt |
| Irina-Cornelia Schlicht   | 1954          | CDU                                                                          | Wahlkreis Zehlendorf 3        | 55,1                   | |
| Erika Schmid-Petry        | 1943          | FDP                                                                          | Bezirksliste Zehlendorf       |                        | |
| Ekkehard Schmidt          | 1942–2020     | CDU                                                                          | Wahlkreis Spandau 7           | 49,3                   | |
| Elisabeth Schmidt         | 1938          | PDS                                                                          | Landesliste                   |                        | |
| Joachim Schmidt           | 1934–2009     | SPD                                                                          | Wahlkreis Pankow 2            | 33,8                   | am 16. September 1992 ausgeschieden, Nachrücker: Knut Herbst |
| Uwe Schmidt               | 1945          | CDU                                                                          | Bezirksliste Tempelhof        |                        | |
| Ingo Schmitt              | 1957          | CDU                                                                          | Wahlkreis Charlottenburg 4    | 41,5                   | am 22. März 1991 ausgeschieden (→ Staatssekretär), Nachrückerin: Dagmar Gloatz |
| Dirk Schneider            | 1939–2002     | PDS                                                                          | Landesliste                   |                        | am 10. Oktober 1991 ausgeschieden, Nachrücker: Jürgen-Walter Nowak |
| Doris Schneider           | 1934–2011     | SPD                                                                          | Bezirksliste Reinickendorf    |                        | |
| Steffie Schnoor           | 1948          | CDU                                                                          | Wahlkreis Tempelhof 4         | 56,8                   | am 5. Februar 1991 ausgeschieden (→ Staatssekretärin), Nachrücker: Dietrich Schippel                                                                                                |
| Gabriele Schöttler        | 1953          | SPD                                                                          | Wahlkreis Mitte 1             | 31,3                   | vorher Mitglied der Ostberliner Stadtverordnetenversammlung 1990 |
| Michaele Schreyer         | 1951          | Bündnis 90/Die Grünen (AL) / UFV                                             | Landesliste                   |                        | |
| Diethard Schütze          | 1954          | CDU                                                                          | Wahlkreis Reinickendorf 5     | 52,6                   | am 2. November 1994 ausgeschieden (→ Bundestag), Nachrückerin: Inge Pohl |
| Reinhard Schult           | 1951–2021     | Neues Forum / Bürgerbewegung fraktionslos                                    | Landesliste                   |                        | ab 30. September 1995 fraktionslos |
| Wolf Schulz               | 1942          | SPD                                                                          | Wahlkreis Köpenick 1          | 38,0                   | vorher Mitglied der Ostberliner Stadtverordnetenversammlung 1990 |
| Gerd Schulze              | 1945–2006     | SPD                                                                          | Wahlkreis Hohenschönhausen 5  | 31,0                   | |
| Peter Schuster            | 1934–2018     | SPD                                                                          | Bezirksliste Tiergarten       |                        | |
| Hans Schwenke             | 1934–2023     | Neues Forum / Bürgerbewegung FDP fraktionslos                                | Landesliste                   |                        | ab 15. März 1994 fraktionslos |
| Tino Schwierzina          | 1927–2003     | SPD                                                                          | Wahlkreis Weißensee 1         | 37,0                   | vorher Mitglied der Ostberliner Stadtverordnetenversammlung 1990 |
| Marion Seelig             | 1953–2013     | PDS                                                                          | Landesliste                   |                        | |
| Thomas Seerig             | 1960          | FDP                                                                          | Bezirksliste Steglitz         |                        | |
| Hans-Peter Seitz          | 1942          | SPD                                                                          | Wahlkreis Pankow 4            | 32,9                   | |
| Rainer Sermann            | 1945          | CDU                                                                          | Bezirksliste Hellersdorf      |                        | am 13. Juni 1992 ausgeschieden, Nachrücker: Krystian Szoepe |
| Thomas Siebenhüner        | 1952          | CDU fraktionslos                                                             | Bezirksliste Mitte            |                        | ab 25. Februar 1993 fraktionslos |
| Heinz-Viktor Simon        | 1943–2019     | CDU                                                                          | Wahlkreis Steglitz 3          | 53,1                   | |
| Frank Sommer              | 1956          | FDP                                                                          | Bezirksliste Tempelhof        |                        | am 24. Februar 1994 für Carola von Braun nachgerückt |
| Ditmar Staffelt           | 1949          | SPD                                                                          | Bezirksliste Tempelhof        |                        | Fraktionsvorsitzender |
| Ingrid Stahmer            | 1942–2020     | SPD                                                                          | Bezirksliste Charlottenburg   |                        | Senatorin für Soziales, am 31. Januar 1991 ausgeschieden, Nachrücker: Holger Rogall                                                                                                 |
| Frank Steffel             | 1966          | CDU                                                                          | Wahlkreis Reinickendorf 7     | 57,3                   | |
| Sigrun Steinborn          | 1942          | PDS                                                                          | Landesliste                   |                        | |
| Utta Stötzer              | 1940          | SPD                                                                          | Wahlkreis Hohenschönhausen 3  | 30,0                   | |
| Günter Straßmeir          | 1929–2009     | CDU                                                                          | Bezirksliste Wilmersdorf      |                        | |
| Reiner Süß                | 1930–2015     | SPD                                                                          | Wahlkreis Hellersdorf 4       | 36,7                   | vorher Mitglied der Ostberliner Stadtverordnetenversammlung 1990 |
| Krystian Szoepe           | 1952          | CDU                                                                          | Bezirksliste Hellersdorf      |                        | am 5. Juli 1992 für Rainer Sermann nachgerückt |
| Christof Tannert          | 1946–2019     | SPD                                                                          | Wahlkreis Lichtenberg 2       | 32,3                   | am 19. Juli 1994 ausgeschieden, Nachrückerin: Christel Powierski |
| Helga Thomas              | 1936          | SPD                                                                          | Bezirksliste Reinickendorf    |                        | |
| Peter Tiedt               | 1945          | FDP                                                                          | Bezirksliste Reinickendorf    |                        | |
| Günter Toepfer            | 1941          | CDU                                                                          | Bezirksliste Lichtenberg      |                        | |
| Sabine Toepfer            | 1963          | CDU                                                                          | Bezirksliste Neukölln         |                        | am 5. März 1991 für Wolfgang Branoner nachgerückt |
| Michael Tolksdorf         | 1942          | FDP                                                                          | Bezirksliste Reinickendorf    |                        | |
| Barbara Unger             | 1943          | SPD                                                                          | Bezirksliste Lichtenberg      |                        | vorher Mitglied der Ostberliner Stadtverordnetenversammlung 1990 am 16. November 1992 für Thomas Krüger nachgerückt                                                                 |
| Hans-Werner Vogel         | 1945          | CDU                                                                          | Bezirksliste Prenzlauer Berg  |                        | vorher Mitglied der Ostberliner Stadtverordnetenversammlung 1990 |
| Hubert Vogt               | 1936–2016     | CDU                                                                          | Wahlkreis Reinickendorf 3     | 55,0                   | |
| Sybille Volkholz          | 1944          | Bündnis 90/Die Grünen (AL) / UFV                                             | Landesliste                   |                        | |
| Heide-Lore Wagner         | 1954          | PDS                                                                          | Landesliste                   |                        | vorher Mitglied der Ostberliner Stadtverordnetenversammlung 1990 im September 1994 für Heiko Horn nachgerückt                                                                       |
| Jürgen Wagner             | 1934–2023     | SPD                                                                          | Bezirksliste Tempelhof        |                        | am 14. November 1994 für Ingrid Holzhüter nachgerückt |
| Julius Wallot             | 1950          | CDU                                                                          | Bezirksliste Charlottenburg   |                        | am 27. März 1992 für Klaus Finkelnburg nachgerückt |
| Marlies Wanjura           | 1945–2024     | CDU                                                                          | Wahlkreis Reinickendorf 9     | 55,5                   | am 18. Februar 1991 ausgeschieden (→ Bezirksamt), Nachrückerin: Charlotte Wegener                                                                                                   |
| Charlotte Wegener         | 1929–2010     | CDU                                                                          | Bezirksliste Reinickendorf    |                        | am 18. Februar 1991 für Marlies Wanjura nachgerückt |
| Sabine Weißler            | 1958          | Bündnis 90/Die Grünen (AL) / UFV                                             | Landesliste                   |                        | am 31. Januar 1991 ausgeschieden, Nachrücker: Albert Eckert |
| Joachim Weitzel           | 1952          | CDU                                                                          | Wahlkreis Neukölln 1          | 41,7                   | |
| Winfried Werner           | 1958          | CDU                                                                          | Wahlkreis Neukölln 3          | 41,4                   | |
| Rolf Wiedenhaupt          | 1958          | CDU                                                                          | Wahlkreis Charlottenburg 2    | 43,4                   | |
| Wolfgang Wieland          | 1948–2023     | Bündnis 90/Die Grünen (AL) / UFV                                             | Landesliste                   |                        | |
| Werner Wiemann            | 1944          | FDP Bündnis 90/Die Grünen (AL) / UFV                                         | Bezirksliste Marzahn          |                        | am 12. Oktober 1994 aus der FDP-Fraktion ausgeschieden, am 13. Oktober 1994 in die Fraktion von Bündnis 90/Die Grünen (AL) / UFV eingetreten                                        |
| Klaus-Hermann Wienhold    | 1949          | CDU                                                                          | Wahlkreis Spandau 4           | 52,6                   | |
| Georg Wittwer             | 1932–2013     | CDU                                                                          | Wahlkreis Kreuzberg 1         | 41,3                   | |
| Jürgen Wohlrabe           | 1936–1995     | CDU                                                                          | Wahlkreis Spandau 6           | 51,0                   | |
| Hans-Peter Wolf           | 1937          | FDP                                                                          | Bezirksliste Lichtenberg      |                        | vorher Mitglied der Ostberliner Stadtverordnetenversammlung 1990 am 16. Mai 1991 ausgeschieden, Nachrücker: Burkhard Cornelius                                                      |
| Harald Wolf               | 1956          | PDS                                                                          | Landesliste                   |                        | |
| Peter Wolf                | 1939          | SPD                                                                          | Wahlkreis Köpenick 2          | 37,0                   | vorher Mitglied der Ostberliner Stadtverordnetenversammlung 1990 |
| Ekkehard Wruck            | 1942–2003     | CDU                                                                          | Wahlkreis Wilmersdorf 1       | 46,6                   | |
| Wolfgang Wustlich         | 1943          | Bündnis 90/Die Grünen (AL) / UFV                                             | Landesliste                   |                        | vorher Mitglied der Ostberliner Stadtverordnetenversammlung 1990 am 21. Januar 1992 für Hans-Jürgen Fischbeck nachgerückt – Familienname später auf Lehmann geändert                |
| Elisabeth Ziemer          | 1952          | Bündnis 90/Die Grünen (AL) / UFV                                             | Landesliste                   |                        | |
| Käthe Zillbach            | 1952–2005     | SPD                                                                          | Bezirksliste Schöneberg       |                        | |
| Steffen Zillich           | 1971          | PDS                                                                          | Landesliste                   |                        | am 1. September 1991 für Wolfram Adolphi nachgerückt |
| Christian Zippel          | 1942          | CDU                                                                          | Bezirksliste Pankow           |                        | |
| Peter-Rudolf Zotl         | 1944          | PDS                                                                          | Landesliste                   |                        | vorher Mitglied der Ostberliner Stadtverordnetenversammlung 1990 |
| Christel Zuchowski        | 1936–2018     | CDU                                                                          | Wahlkreis Spandau 1           | 48,2                   | |

## Ausgeschiedene Abgeordnete
| Name                     | Lebens- daten | Fraktion                         | Wahlkreis/Liste               | Anmerkungen                                                                                        |
| ------------------------ | ------------- | -------------------------------- | ----------------------------- | -------------------------------------------------------------------------------------------------- |
| Wolfram Adolphi          | 1951          | PDS                              | Mitte 3                       | am 22. August 1991 ausgeschieden, Nachrücker: Steffen Zillich                                      |
| Wolfgang Behrendt        | 1938          | SPD                              | Bezirksliste Spandau          | am 18. November 1994 ausgeschieden (Bundestagsabgeordneter), Nachrückerin: Christina Dluzewski     |
| Halina Bendkowski        | 1949          | Bündnis 90/Die Grünen (AL) / UFV | Landesliste                   | am 10. September 1991 ausgeschieden, Nachrücker: Hartwig Berger                                    |
| Wolfgang Branoner        | 1956          | CDU                              | Neukölln 4                    | am 28. Februar 1991 ausgeschieden (Staatssekretär), Nachrückerin: Sabine Toepfer                   |
| Hans Braselmann          | 1934–1992     | SPD                              | Lichtenberg 6                 | am 6. April 1992 verstorben, Nachrücker: Thomas Krüger                                             |
| Carola von Braun         | 1942          | FDP                              | Bezirksliste Tempelhof        | am 17. Februar 1994 ausgeschieden, Nachrücker: Frank Sommer                                        |
| Dankward Buwitt          | 1939          | CDU                              | Neukölln 9                    | am 12. März 1991 ausgeschieden (Bundestagsabgeordneter), Nachrücker: Frank Eichelberger            |
| Marlis Dürkop            | 1951          | Bündnis 90/Die Grünen (AL) / UFV | Landesliste                   | am 31. Juli 1992 ausgeschieden (Präsidentin der Humboldt-Universität), Nachrücker: Ismail Kosan    |
| Ulf Fink                 | 1942          | CDU                              | Spandau 5                     | am 2. Juni 1992 ausgeschieden, Nachrückerin: Almut Mommert                                         |
| Klaus Finkelnburg        | 1935          | CDU                              | Charlottenburg 3              | am 26. März 1992 ausgeschieden (Präsident des Verfassungsgerichtshofes), Nachrücker: Julius Wallot |
| Hans-Jürgen Fischbeck    | 1951          | Bündnis 90/Die Grünen (AL) / UFV | Landesliste                   | am 14. Januar 1992 ausgeschieden, Nachrücker: Wolfgang Wustlich                                    |
| Elke Hofmann             | 1943          | CDU                              | Bezirksliste Hohenschönhausen | am 15. Juli 1994 ausgeschieden, Nachrückerin: Monika Brauer                                        |
| Ingrid Holzhüter         | 1936–2009     | SPD                              | Bezirksliste Tempelhof        | am 14. November 19941 ausgeschieden (Bundestagsabgeordnete), Nachrücker: Jürgen Wagner             |
| Heiko Horn               | 1956          | PDS                              | Marzahn 2                     | am 5. Juli 1994 ausgeschieden, Nachrückerin: Heide-Lore Wagner                                     |
| Ekkehard Kittner         | 1942          | CDU                              | Neukölln 5                    | am 24. Januar 1991 ausgeschieden (Bezirksstadtrat Neukölln), Nachrücker: Günter Mardus             |
| Thomas Krüger            | 1959          | SPD                              | Bezirksliste Lichtenberg      | am 4. November 1992 ausgeschieden (Bundestagsabgeordneter), Nachrücker: Barbara Unger              |
| Uwe Lehmann              | 1957          | Bündnis 90/Die Grünen (AL) / UFV | Landesliste                   | am 31. März 1994 ausgeschieden, Nachrücker: Carlo Jordan                                           |
| Klaus Löhe               | 1944–2015     | SPD                              | Bezirksliste Neukölln         | am 30. Januar 1991 ausgeschieden (Staatssekretär), Nachrücker: Hermann Borghorst                   |
| Heinrich Lummer          | 1932–2019     | CDU                              | Zehlendorf 4                  | am 31. Mai 1991 ausgeschieden (Bundestagsabgeordneter), Nachrücker: Jürgen Klemann                 |
| Norbert Meisner          | 1942          | SPD                              | Bezirksliste Zehlendorf       | am 1. Februar 1991 ausgeschieden, Nachrücker: Nikolaus Sander                                      |
| Joachim Niklas           | 1941          | SPD                              | Bezirksliste Wilmersdorf      | am 3. Juni 1994 ausgeschieden (Vorstand der BVG), Nachrückerin: Sabine Brünig                      |
| Jürgen-Walter Nowak      | 1942          | PDS                              | Landesliste                   | am 9. Januar 1992 ausgeschieden, Nachrücker: Michael Czollek                                       |
| Manfred Preuss           | 1951          | CDU                              | Neukölln 6                    | am 31. Mai 1994 ausgeschieden, Nachrücker: Alexander Kaczmarek                                     |
| Klaus-Ulrich Reipert     | 1940          | CDU                              | Tempelhof 2                   | am 17. Januar 1991 ausgeschieden (Bezirksstadtrat Tempelhof), Nachrücker: Adrian Nix               |
| Cerstin Richter-Kotowski | 1962          | CDU                              | Bezirksliste Steglitz         | am 30. Juni 1995 ausgeschieden, Nachrücker: Christian Goiny                                        |
| Harry Ristock            | 1928–1992     | SPD                              | Bezirksliste Tempelhof        | am 5. März 1992 verstorben, Nachrücker: Raimund Bayer                                              |
| Johannes Rudolf          | 1951          | CDU                              | Steglitz 2                    | am 19. Juni 1992 ausgeschieden (Bezirksstadtrat Steglitz), Nachrückerin: Cerstin Richter-Kotowski  |
| Joachim Schmidt          | 1934–2009     | SPD                              | Pankow 2                      | am 16. September 1992 ausgeschieden, Nachrücker: Knut Herbst                                       |
| Ingo Schmitt             | 1957          | CDU                              | Charlottenburg 4              | am 22. März 1991 ausgeschieden (Staatssekretär), Nachrückerin: Dagmar Gloatz                       |
| Dirk Schneider           | 1939–2002     | PDS                              | Landesliste                   | am 10. Oktober 1991 ausgeschieden, Nachrücker: Jürgen-Walter Nowak                                 |
| Steffie Schnoor          | 1948          | CDU                              | Tempelhof 4                   | am 5. Februar 1991 ausgeschieden (Staatssekretärin), Nachrücker: Dietrich Schippel                 |
| Diethard Schütze         | 1954          | CDU                              | Reinickendorf 5               | am 2. November 1994 ausgeschieden (Bundestagsabgeordneter), Nachrückerin: Inge Pohl                |
| Rainer Sermann           | 1945          | CDU                              | Bezirksliste Hellersdorf      | am 13. Juni 1992 ausgeschieden, Nachrücker: Krystian Szoepe                                        |
| Ingrid Stahmer           | 1942–2020     | SPD                              | Bezirksliste Charlottenburg   | am 31. Januar 1991 ausgeschieden, Nachrücker: Holger Rogall                                        |
| Christof Tannert         | 1946–2019     | SPD                              | Lichtenberg 2                 | am 19. Juli 1994 ausgeschieden, Nachrückerin: Christel Powierski                                   |
| Marlies Wanjura          | 1945–2024     | CDU                              | Reinickendorf 9               | am 18. Februar 1991 ausgeschieden (Bezirksstadträtin Reinickendorf), Nachrücker: Charlotte Wegener |
| Sabine Weißler           | 1958          | Bündnis 90/Die Grünen (AL) / UFV | Landesliste                   | am 31. Januar 1991 ausgeschieden, Nachrücker: Albert Eckert                                        |
| Hans-Peter Wolf          | 1937          | FDP                              | Bezirksliste Lichtenberg      | am 16. Mai 1991 ausgeschieden, Nachrücker: Burkhard Cornelius                                      |